# Serie A1 2005-2006 (hockey su prato maschile)

## Classifica
|  | Pos. | Squadra     | Pt | G  | V  | N | P  | GF | GS | DR  |
|  | ---- | ----------- | -- | -- | -- | - | -- | -- | -- | --- |
|  | 1.   | Amsicora    | 41 | 18 | 13 | 2 | 3  | 66 | 31 | +35 |
|  | 2.   | Suelli      | 36 | 18 | 10 | 6 | 2  | 49 | 39 | +10 |
|  | 3.   | Roma        | 35 | 18 | 10 | 5 | 3  | 57 | 33 | +23 |
|  | 4.   | Bra         | 34 | 18 | 10 | 4 | 4  | 57 | 33 | +24 |
|  | 5.   | CUS Bologna | 28 | 18 | 8  | 4 | 6  | 35 | 40 | -5  |
|  | 6.   | Cernusco    | 24 | 18 | 6  | 6 | 6  | 38 | 44 | -6  |
|  | 7.   | Lazio       | 23 | 18 | 5  | 8 | 5  | 33 | 33 | 0   |
|  | 8.   | Superba HC  | 15 | 18 | 4  | 3 | 11 | 35 | 53 | -18 |
|  | 9.   | Villafranca | 7  | 18 | 2  | 1 | 15 | 32 | 67 | -35 |
|  | 10.  | UHC Adige   | 7  | 18 | 2  | 1 | 15 | 28 | 57 | -29 |

Legenda:

      Qualificate ai play-off scudetto
      Retrocesse in Serie A2 2006-2007

## Semifinali
| Squadra 1 | Squadra 2 | Risultato   |
| --------- | --------- | ----------- |
| Amsicora  | Bra       | ?-? 2006    |
| Amsicora  | Bra       | 2 - 4 , 4-1 |
| Suelli    | Roma      | ?-? 2006    |
| Suelli    | Roma      | 0 -1 , 2-2  |

## Finale 1º/2º posto
| Squadra 1 | Squadra 2 | Risultato  |
| --------- | --------- | ---------- |
| Roma      | Amsicora  | ?-? 2006   |
| Roma      | Amsicora  | 1- 2 , 5-3 |

## Verdetti
- HC Roma: campione d'Italia.